# Werner Aßmann

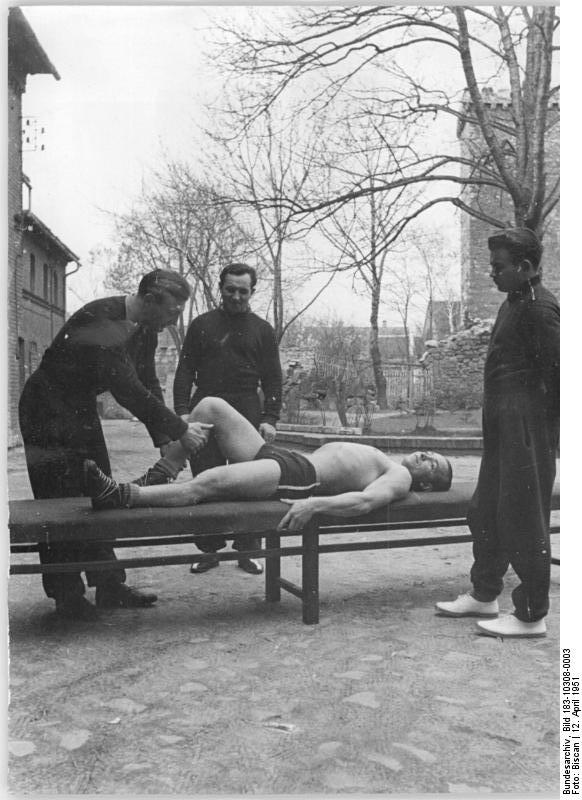
Werner Aßmann (links im Bild) 1951 als Sportlehrer an der DS-Sportschule für Schwerathleten „Werner Seelenbinder“

Werner Aßmann (* 17. März 1924 in Calbe; † 11. August 1993 in Frankfurt (Oder)) war ein deutscher Handballspieler.

## Leben
Werner Aßmann besuchte von 1930 bis 1940 die Schule in seiner Geburtsstadt Calbe und absolvierte danach eine Ausbildung zum Vermessungstechniker. Als Soldat im Zweiten Weltkrieg geriet er 1943 in amerikanische Kriegsgefangenschaft und kehrte 1947 nach Deutschland zurück. Von 1947 bis 1951 machte er in Blankenburg/Harz eine Ausbildung zum Diplom-Sportlehrer. Von 1954 bis 1974 war er Lehrer in Eisenach, danach bis 1985 in Wutha-Farnroda. Dann zog er nach Frankfurt (Oder), wo er bis zu seiner Pensionierung als Lehrer tätig war. Aßmann war verheiratet mit Brigitte, geborene Niepel (1929–2010). Aus der Ehe entstammte Tochter Birgit. Seine Enkelin ist Nikola Pietzsch.

## Sportliche Erfolge
Seit 1947 war Werner Aßmann aktiver Handballspieler. In den Jahren 1952 und 1953 war er mit seinem Verein Fortschritt Calbe DDR-Feldhandballmeister, 1958 mit Motor Eisenach. In den 1950er Jahren hatte er rund 100 Einsätze als Handballnationalspieler der DDR und war zeitweise Kapitän der Nationalmannschaft. In den Jahren 1949, 1951, 1953, 1955 und 1957 war er mit seiner Mannschaft Studentenweltmeister im Hallenhandball. Eine Verletzung beendete 1963 seine aktive Laufbahn und er wurde Trainer der Handballmannschaft der BSG Motor Eisenach. 1974 wurde er „aus politischen Gründen“ als Trainer entlassen, sein Nachfolger wurde Hans-Joachim Ursinus.
Werner Aßmann war Träger der Ehrennadel des Deutschen Handballverbandes in Gold. Ihm zu Ehren trägt die Spielstätte des ThSV Eisenach den Namen Werner-Aßmann-Halle.